# Малеский, Денко
Денко Малеский (макед. Денко Малески; родился 14 ноября 1946 в Скопье) — северомакедонский дипломат, первый министр иностранных дел с 1991 по 1993 год.

## Образование
Денко Малеский получил степень магистра права в Университете Св. Кирилла и Мефодия в Скопье в 1977 году, затем степень доктора в области международных отношений в Люблянском университете (Словения), в 1981 году.
Он автор многочисленных публикаций, статей и эссе.

## Карьера
В 1991 году назначен первым после провозглашения независимости министром иностранных дел Республики Македонии. Занимал этот пост до 1993 года. Затем стал первым послом при Организации Объединенных Наций с 1993 по 1997 год. 

Сейчас является профессором в Университете Св. Кирилла и Мефодия в Скопье.

## Семья
Денко Малеский женат и имеет троих детей.